# 细叶香茶菜
细叶香茶菜（学名：Isodon tenuifolius），为唇形科香茶菜属下的一个植物种。也称糌深格鲁。